# Хвостов, Николай Борисович
Никола́й Бори́сович Хвосто́в (родился 28 октября [9 ноября] 1849 года, Санкт-Петербург, Российская империя — умер в июне 1924 года, Ленинград, РСФСР, СССР) — русский государственный деятель, литератор, детский поэт. Действительный статский советник (1898).

## Происхождение
Из дворян. Правнук В. С. Хвостова (1754/55—1832), первого томского губернатора. Сын тайного советника, сенатора Б. Н. Хвостова (1828—1883) и его жены Надежды Ивановны (урождённой Красновой, 1830 — после 1853), старшей дочери генерал-лейтенанта. Имел родную сестру Александру (1853—1924), через которую приходился дядей Ольге, Вере (1888—1969), Татьяне (1894—1942) и Александру (ум. после 1913) Берхманам. 
Николай Хвостов — племянник Н. И. Краснова (1833—1900), двоюродный брат Андрея (1862—1914), Платона (1866—1924) и Петра (1869—1947) Красновых.

## Биография
Николай Борисович Хвостов родился 28 октября (9 ноября) 1849 года в Санкт-Петербурге. По окончании Училища правоведения (1862—1870, с серебряной медалью) — на службе в Палате уголовного и гражданского суда. Командировался Министерством юстиции в Вильну, Саратов. Позже — судебный следователь в Белгородском уезде Курской губернии (1872), товарищ прокурора окружного суда в Острогожске Воронежской губернии (1873), Ярославле (1874). С 1878 года — в Петербурге, судебный следователь; член Петербургского окружного суда (1894) и Петербургской судебной палаты (1906), товарищ обер-прокурора гражданского кассационного департамента сената (1915). Почётный мировой судья (1891) по Крестецкому уезду Новгородской губернии, где был землевладельцем. Действительный статский советник (1898).
«Поэзией стал заниматься с раннего детства под влиянием стихов Майкова и Некрасова», но по окончании курса в училище бросил «баловство стихами». В Ярославле познакомился с профессором Демидовского лицея А. С. Петровским, который открыл Хвостову поэзию Г. Гейне и посоветовал заняться переводами. Дебют в печати — перевод «Тангейзера» Гейне (1875). Первое опубликованное оригинальное стихотворение — «Три сердца» (1876). Под впечатлением событий русско-турецкой войны 1877—1878 годов сочинил стихотворения «На новый год» (1877) и «Больной самодур». Печатался В журналах «Северная звезда» (1877), «Нева». С 1877 практически перестал «заниматься стихотворством»; в конце 1880-х гг. вновь «стал изредка писать стихи», не отдавая их в печать.
Первое стихотворение, опубликованное после перерыва, — «Памяти А. Н. Майкова» (1897). Тогда же начал печататься в газете «Свет», журналах «Нива»
(к 100-летию А. С. Пушкина помещает там стихотворение «Святые горы», 1899), «Вестник Европы» (в том числе «Привет „Песням старости“. Посвящается А. М. Жемчужникову», 1900), «Всемирный вестник», «Русский вестник», «Родник».
С 1899 года — член Кружка памяти Я. П. Полонского, с 1909 года — участник «вечеров Случевского». В 1901 году выпустил «Собрание стихотворений» (первые стихотворения датированы 1865 годом). Книга «Под осень. 1901—1904» (1905) демонстративно выстроена как антимодернистская (при полном отсутствии прямой полемики с литературными оппонентами); удостоена почётного отзыва Пушкинской премии Академии наук за 1907 год.
Центральное место в последнем сборнике стихов «Огни и отражения. 1905—1911» (1912) занимает почти беспрецедентный для русской поэзии ботанический цикл — около 30 стихотворений посвящено цветам, от многократно бывшим объектом поэтического изображения до впервые попадающим в стихи.
Переводил стихи Ф. Коппе (1902―1904), его поэму «Оливье. Роман Жанны» (1908), драму «Молитва» (1911). Печатал стихи в журнале «Детский друг» (1905—1906). Писал для детей: «Лисьи увёртки. Из-за яблочков» (переделка двух рассказов В. Буша, 1888; 2-е изд. 1902), «рассказ в стихах» «Клима Разиня и три шалуна» (1889), сказка в стихах «Беляночка» (1906).
Скончался в июне 1924 года в Ленинграде.

## Семья
Известно, что с 1876 года Н. Б. Хвостов был женат на Анне Христофоровне Лоренцо (1856—1920). В браке детей не имел.